# Jason X
Jason X – amerykański film fabularny, łączący w sobie gatunki horroru oraz fantastyki naukowej. Film stworzył James Isaac w 2001 roku.
Jason X jest kontynuacją powstałego dwadzieścia jeden lat wstecz slashera Piątek, trzynastego. Przez odmienną wobec poprzednich części cyklu fabułę pojawiły się problemy z wypuszczeniem produkcji do dystrybucji. Ostatecznie Jason X odniósł absolutną klapę finansową, zwracając twórcom koszty jedynie 3 mln USD. Serwis Rotten Tomatoes przyznał filmowi wynik 20%.

## Fabuła
Rok 2455. Ziemia została tak skażona, że już nie da się na niej mieszkać, więc ludzie osiedlili się w kosmosie. Grupa studentów-badaczy znajduje dwa zahibernowane ciała. Pierwsze z nich należy do młodej kobiety (Lexa Doig), drugie – o czym nie wiedzą naukowcy – do nieśmiertelnego mordercy znad Crystal Lake, Jasona Voorheesa (Kane Hodder). Psychopata w swojej nieodłącznej masce hokeisty budzi się i zaczyna zabijać.

## Obsada
| Rola           | Aktor            |
| -------------- | ---------------- |
| Jason Voorhees | Kane Hodder      |
| Rowan          | Lexa Doig        |
| Tsunaron       | Chuck Campbell   |
| Kay-Em 14      | Lisa Ryder       |
| Brodski        | Peter Mensah     |
| Janessa        | Melyssa Ade      |
| Waylander      | Derwin Jordan    |
| prof. Lowe     | Jonathan Potts   |
| Azrael         | Dov Tiefenbach   |
| dr. Wimmer     | David Cronenberg |
| Kinsa          | Melody Johnson   |
| Adrienne       | Kristi Angus     |

## Box Office
| Świat | US$ 16,951,798 |